# Rivière Masnières
Pour les articles homonymes, voir Masnières (homonymie).
La rivière Masnières coule dans Senneterre (ville), dans la municipalité régionale de comté de La Vallée-de-l'Or, dans la région administrative de l'Abitibi-Témiscamingue, au Québec, au Canada.
Cette rivière se déverse sur la rive nord-ouest de la rivière Capitachouane.
La surface de la rivière Masnières est généralement gelée de la mi-décembre jusqu'au début avril. La foresterie constitue la principale activité économique. Une route forestière contourne par le nord les lacs Hoskin et Loucks.

## Géographie
Les bassins versants voisins de la rivière Masnières sont :
- côté nord : lac Arras, rivière Chochocouane ;
- côté est : rivière Capitachouane ;
- côté sud : rivière Capitachouane ;
- côté ouest : rivière Chochocouane.

Le lac Percy (longueur : 1,2 km ; altitude : 437 m) constitue le lac de tête de la rivière Masnières. À partir du lac Percy, la rivière Masnières coule sur 19,4 km selon les segments suivants :
- 1,2 km vers le sud-ouest, jusqu'à l'embouchure du lac Cléments que le courant traverse sur 0,8 km ;
- 3,0 km vers le sud-ouest en recueillant les eaux de la décharge du lac Ian (venant du nord-ouest), jusqu'à la décharge (venant de l'Est) du lac Masnières ;
- 6,3 km vers le sud-ouest, puis le sud en traversant cinq zones de rapides, jusqu'à la rive nord du lac Hoskin ;
- 2,6 km vers le sud, en traversant le lac Hoskin (altitude : 355 m), jusqu'à l'embouchure du lac ;
- 6,3 km vers le sud-ouest, en serpentant jusqu'à sa confluence[2].

La rivière Masnières se déverse sur la rive nord-ouest de la rivière Capitachouane laquelle coule vers le sud jusqu’à la rive nord de la rivière des Outaouais. La confluence de la rivière Masnières se situe à :
- 30,9 km au nord-est de la confluence de la rivière Capitachouane ;
- 47,9 km au nord-est de la route 117 ;
- 80,0 km au sud-est du centre-ville de Senneterre.

## Toponymie
Le toponyme rivière Masnières évoque l'offensive de la bataille de Cambrai survenue en 1917 dans la commune française de Masnières. La guerre laissa le village presque entièrement en ruines et classé en zone rouge. Cette commune est située dans la région Nord-Pas-de-Calais, dans le département du Nord et l'arrondissement de Cambrai, soit à environ 7 km au sud de Cambrai et 30 km au nord de Saint-Quentin en ligne directe.
Le toponyme rivière Masnières a été officialisé le 5 décembre 1968 à la Commission de toponymie du Québec.